# Rhipha
Rhipha é um gênero de traça pertencente à família Arctiidae.